# VSCO
VSCO, původně známá jako VSCO Cam, je mobilní aplikace pro zařízení s operačním systémem iOS a Android. Byla vytvořena Joelem Florym a Gregem Lutzem. Aplikace umožňuje uživatelům pořizovat fotografie a následně je editovat pomocí obsažených filtrů a editačních nástrojů.

## Použití
Fotografie mohou být pořízeny nebo importovány z aplikace fotoaparátu. Uživatel má možnost své fotografie editovat pomocí různých přítomných filtrů nebo pomocí sady nástrojů, která umožňuje jemnější úpravy například jasu, odstínu pleti, barevného tónu, sytosti, kontrastu, teploty barev nebo expozice. Uživatelé mají možnost fotografie nahrát na svůj profil, kde k nim mohou přidat také nadpisy nebo hashtagy.